# Original War
Original War — компьютерная игра в жанре стратегия в реальном времени, разработанная чешской компанией Altar Interactive и выпущенная Virgin Interactive 15 июня 2001 года. Сюжет игры основан на научно-фантастическом романе 1981 года Последний день творения немецкого писателя Вольфганга Йешке. Игра получила от Pan European Game Information возрастной рейтинг «18» из-за дискриминационной составляющей сюжета.

## Сюжет
В ходе Первой мировой войны американский экспедиционный корпус в Российской империи обнаружил инопланетный минерал сиберит и артефакт под названием EON. Минерал может катализировать холодный синтез и служить топливом для артефакта, который способен отправлять объекты в прошлое. Лишь в новом тысячелетии в Сибири обнаруживаются огромные залежи этого минерала, и американцы могут добывать его в достаточном количестве для небольших путешествий во времени.
США разрабатывают план отправки небольшого отряда на два миллиона лет назад, где он будет добывать сиберит и транспортировать его по Берингову проливу на Аляску, где однажды он окажется в руках американцев.
Это приводит к новой временной линии, в которой США становятся самой влиятельной мировой державой. Но советские ученые находят в Сибири следы поселений американцев и сиберита, после чего СССР через EON отправляет отряд в прошлое чтобы дать отпор американцам и сохранить принадлежащий им по праву минерал.

## Игровой процесс
Как в любой стратегии в реальном времени, игрок строит базу, находит ресурсы, строит транспортные средства и уничтожает врага. Игровая механика отражает нехватку ресурсов и изоляцию.
В игре есть игровые кампании за СССР и США, последняя рекомендуется разработчиками к прохождению первой. Миссии содержат сценарные события, ситуации с множественным выбором и побочные квесты. Человеческие юниты сохраняются между миссиями. Юниты также получают опыт за выполнение миссий, который увеличивается по мере продвижения в игре. На него влияет успех игрока в выполнении различных требований (часто побочных квестов) в каждой миссии. Игрок выбирает один класс для каждого юнита, чтобы получить 50 % опыта, а остальные три навыка получают оставшиеся 50 % между ними.
Невозможно обучить новых солдат, а уже имеющиеся также необходимы для сбора ресурсов и функционирования базы. Производственные мощности, исследовательские лаборатории, транспортные средства и средства защиты баз бесполезны без людей. Местных обезьян можно обучить выполнять простые задачи, а при правильном исследовании можно использовать дистанционное управление и ИИ, но в бою они слабее людей.
При получении критических повреждений люди и обезьяны падают, а транспортные средства и здания выбрасывают наружу находящихся внутри них людей и загораются. Их можно спасти, если вылечить или отремонтировать до того, как они истекут кровью или взорвутся соответственно. Техника без водителя не имеет конкретной принадлежности, поэтому её легко захватывать.
В игре есть ролевая составляющая. У каждого человеческого или обезьяннего юнита есть своё имя и портрет, параметр скорости, очки огневой мощи и защиты, а также уровни опыта в каждом из четырёх игровых классов игры. Юниты получают опыт и повышают уровень навыка, выполняя связанные с ним действия. Люди могут сменить класс (или «комплект») за секунды, посетив соответствующее здание, выбрав следующий класс:
- Солдат — наносит и выдерживает гораздо больший урон, может ползать и получать бонусы в огневых точках.
- Инженер — может перевозить ресурсы, инициировать строительство новых зданий, а также ремонтировать и демонтировать здания.
- Механик — строит и ремонтирует автомобили, а также может получать не меньшие бонусы при ух управлении.
- Учёный — исследователь, лекарь и укротитель обезьян.

В игре есть три типа ресурсов: ящики, бензин и кристаллы. Присланные из будущего ящики с припасами — это основа всего строительства. Маленькие груды ящиков появляются на карте со звуком грома через случайные промежутки времени. На большинстве карт в игре есть регионы, в которых ящики появляются чаще всего. Ученые могут определить местонахождение месторождений, и строительство там башни или шахты генерирует постоянный приток ресурсов. Бензин используется в основном в начале и в середине игры как дешёвый, но легкодоступный источник энергии. Работающую на нём технику можно заправлять на базе или привозить к ним нефть. Кристаллы позволяют транспортным средствам работать бесконечно долго и открывают несколько передовых исследовательских тем. Также имеется солнечная энергия, запасы которой весьма малы, но восстанавливаемы.

## История

### Релиз
Выпущена Virgin Interactive 15 июня 2001 года. В 2004 году была переиздана в Великобритании под маркой «Sold Out», а через четыре года — снова переиздана компанией Good Old Games.
В Северной Америке была выпущена Titus Interactive.

### Поддержка игрового сообщества
В январе /феврале 2005 года в ответ на просьбу игрового сообщества Altar Interactive разрешила поддерживать Original War патчами, предоставив доступ к исходному коду. В июне 2005 года началась работа над первым патчем v1.03, который в основном добавлял базовую поддержку модов игрой.

### Мультиплеер
Изначально играть через интернет можно было только с помощью GameSpy Arcade. Но, начиная с вышедшей в 2007 году версии 1.09, онлайн-игра поддерживает работающий мастер сервер Original War Support и систему чатов IRC. В июле 2011 года вышла система рейтинга и записи матчей.

## Приём
| Сводный рейтинг | Сводный рейтинг |
| Агрегатор       | Оценка          |
| --------------- | --------------- |
| GameRankings    | 67,38 %         |

Сотрудник российского сайта «AG.ru» NomaD поставил игре 80 %.
Обозреватели российского журнала «Игромания» Антон Логинов и Q-Tuzoff поставили игре 7,5 балла. Из достоинств игры были отмечены игровой процесс, музыка, графика и сильный AI, из недостатков — недоработанность и нереализованность ряда идей, которые становятся очевидными спустя время.
В обзоре финского журнала «Pelit» игра получила 82 %. Обозреватель Алекси Стенберг писал, что сюжет и необычный геймплей сделали игру «интереснее десятка Red Alert». Он похвалил интерфейс, но раскритиковал сверхспециализированные классы персонажей, дизайн техники и озвучку
Финский журнал MikroBITTI дал игре 91 %. В обзоре были отмечены игровые возможности игры, но негативно оценивалась озвучка.

## Внешние ссылки
- Official website
- Original War Support
- Original War (англ.) на сайте MobyGames